# Michelle Branch
Michelle Branch (született: Michelle Jacquet DeSevren Branch) (Sedona, Arizona, 1983. július 2. –) Grammy-díjas amerikai énekes-dalszövegíró, és gitáros.
A 2000-res évek elején két sikeres albumot jelentetett meg: The Spirit Room és Hotel Paper címekkel. Ismert dalai: Everywhere, All You Wanted, Goodbye To You, Are You Happy Now?, Breathe, illetve a The Game of Love, amelyet Carlos Santanával közösen adott elő, és Grammy-díjat nyert érte.  2003-ban Grammy-díjra jelölték a legjobb új előadóművész kategóriában.

## Diszkográfia

### Albumok
| 2000 | Broken Bracelet - Kiadó: Twin Dragon                    | —                    | —                    | —                    | —                    | —                    | —                    | —                    | —                    |                        |                      |                      |                      |
| 2001 | The Spirit Room - Kiadó: Maverick Records               | 28                   | —                    | 54                   | —                    | 25                   | 33                   | 120                  | 45                   | - CAN minősítés: Arany |                      |                      |                      |
| 2003 | Hotel Paper - Kiadó: Maverick Records                   | 2                    | 4                    | 35                   | 4                    | 18                   | 4                    | 79                   | 34                   | - CAN minősítés: Arany |                      |                      |                      |
| 2010 | Everything Comes and Goes - Kiadó: Warner Bros. Records | Megjelenés előtt áll | Megjelenés előtt áll | Megjelenés előtt áll | Megjelenés előtt áll | Megjelenés előtt áll | Megjelenés előtt áll | Megjelenés előtt áll | Megjelenés előtt áll | Megjelenés előtt áll   | Megjelenés előtt áll | Megjelenés előtt áll | Megjelenés előtt áll |

### Kislemezek
| Év   | Cím                   | Csúcshelyezés | Csúcshelyezés | Csúcshelyezés | Csúcshelyezés | Csúcshelyezés | Csúcshelyezés | Csúcshelyezés | Csúcshelyezés | Csúcshelyezés | Album                     |
| Év   | Cím                   | US            | US AC         | US Country    | UK            | AUS           | NZ            | FRA           | SWE           | SWI           | Album                     |
| ---- | --------------------- | ------------- | ------------- | ------------- | ------------- | ------------- | ------------- | ------------- | ------------- | ------------- | ------------------------- |
| 2001 | "Everywhere"          | 12            | —             | —             | 18            | 19            | 2             | 60            | 51            | 46            | The Spirit Room           |
| 2002 | "All You Wanted"      | 6             | 30            | —             | 33            | 25            | 3             | —             | —             | —             | The Spirit Room           |
| 2002 | "Goodbye to You"      | 21            | —             | —             | —             | —             | 32            | —             | —             | —             | The Spirit Room           |
| 2003 | "Are You Happy Now?"  | 16            | —             | —             | 31            | 33            | 16            | 81            | —             | —             | Hotel Paper               |
| 2003 | "Breathe"             | 36            | 10            | —             | 27            | 46            | —             | —             | —             | —             | Hotel Paper               |
| 2004 | "Till I Get Over You" | —             | —             | —             | —             | —             | —             | —             | —             | —             | Hotel Paper               |
| 2009 | "Sooner or Later"     | 93            | —             | 46            | —             | —             | —             | —             | —             | —             | Everything Comes and Goes |

## Fordítás
- Ez a szócikk részben vagy egészben  a   Michelle Branch című angol Wikipédia-szócikk fordításán alapul.  Az eredeti cikk szerkesztőit annak laptörténete sorolja fel. Ez a jelzés csupán a megfogalmazás eredetét és a szerzői jogokat jelzi, nem szolgál a cikkben szereplő információk forrásmegjelöléseként.